# Yağmur Atsız
Yağmur Atsız (* 4. November 1939 in Istanbul; † 29. Oktober 2023 in Köln) war ein türkischer Journalist, Kolumnist, Essayist und Dichter, der seinen ersten Lyrikband in deutscher und französischer Sprache verfasst hat.

## Leben
Atsiz, der an der Bonner Universität studiert und später auch lange Zeit in Deutschland gearbeitet hat, war ein Sohn des türkischen Dichters Nihal Atsız. Arbeitsfelder in deutschen Medien waren Hörfunk (z. B. als Redakteur des Funkhaus Europa), Zeitungsjournalismus sowie Fernsehinterviews und -dokumentationen. Auch war Atsız Presserat der Bonner Botschaft.
1980, nach dem Militärputsch in der Türkei, wurde Atsız infolge eines Artikels in der Zeitschrift Der Spiegel aufgrund seiner liberalen Vorstellungen verfolgt und war gezwungen, das Land zu verlassen. Bis zur Änderung der politischen Verhältnisse hielt sich Atsız in Deutschland und Frankreich im Exil auf.
1985 verfasste er mit Eine Frau um Vierzig einen Gedichtband in deutscher Sprache, für den Utku Varlık sieben Zeichnungen anfertigte. Bereits 1976 war Atsız von Deutschland aus Herausgeber einer Sammlung neuer türkischer und deutscher Türkei-Literatur (Yeni Türk edebiyatından seçmeler). 1997 veröffentlichte er mit Cervantes – İnebahtı’nın Tek Kollusu sein bislang letztes Werk in Deutschland.
Auch in der Türkei erschienen dichterische Werke des Journalisten: Günlerimiz (dt.: Unsere Tage; 1993) und Unutkan Şehir (dt.: Vergessliche Stadt; 1997).
An seinem Hauptwohnsitz Istanbul schrieb Atsız in den letzten Jahren jedoch vornehmlich Zeitungsartikel, Kolumnen und Rezensionen für zahlreiche Printmedien, darunter Cumhuriyet, Nokta, Yeni Yüzyıl, Milliyet, Tercüman und Star. Zuletzt schrieb er für die liberal-konservative Tageszeitung Karar.
2002 gewann Atsız für seine Arbeit Meçhûl Bir Gazeteciye Mektublar (dt.: Briefe an einen unbekannten Journalisten) den Preis der Türkischen Schriftstellervereinigung.